# Grupo SID
El Grupo SID,  antes Sociedad Industrial Dominicana (SID), es uno de los conglomerados de empresas de fabricación y comercialización de productos de consumo de la República Dominicana. Fue fundado en 1937 bajo la denominación de «Sociedad Industrial Dominicana (SID)»  y se dedicaba a la elaboración de aceites vegetales comestibles cuyos productos tomaron relevancia en el mercado dominicano llegando denominar a la empresa por la marca de su aceite, como «La Manicera» derivada del aceite de marca de aceite «Manicero». En 2007 la Sociedad Industrial Dominicana forma el Grupo SID consolidado su presencia en la distribución en el país.
Grupo SID consta de 4 empresas, 3 de ellas dentro del campo de la elaboración y distribución de  bienes de consumo, comercializan más de 2,000 productos y tienen presencia en 17 países.

## Historia
El 1 de julio de 1937 José María Bonetti Burgos y Jesús Armenteros Seisdedos fundaron en la actual Av. Máximo Gómez de ciudad de Santo Domingo, en la República Dominicana, la Sociedad Industrial Dominicana (SID) dedicada a la elaboración de aceites comestibles a partir de las semillas de maní o cacahuete y ponen en el mercado el aceite de marca Manicero que se haría tan popular que la empresa fue denominada «La Manicera». A José María Bonetti se unieron Jesús Armenteros Seisdedos y, más tarde, Ernesto Vitienes Lavandero creando el embrión de lo que luego sería el Grupo SDI.

### Lanzamientos entre 1940 a 1960
En 1941, la Sociedad Industrial Dominicana saca al mercado el aceite de maní (cacahuete) marca «El Manicero» realizado con la producción de sus propias plantaciones. Este aceite llegaría a ser tan popular que daría nombre a la empresa. La alianza con Ernesto Vitienes Lavandero, fundador en 1927 de «Casa Vitienes», empresa de  importación, exportación y venta de toda clase de artículos de consumo, y que había adquirido en 1939  la empresa «Jabonería Lavador» que renombraría como «Industrias Lavador», permitiría la comercialización por parte de la Sociedad Industrial Dominicana del  jabón para el lavado de la ropa «Lavador». En esta etapa la empresa era «La Maicera» en el campo y «La Aceitera» en la ciudad.
En 1967 producen y comercializan una margarina con la marca «La Amapola» y al año siguiente lanzan el aceite «Crisol» hecho con soja en vez de maní. Este producto tubo una buena acogida en el mercado. En 1969 se empieza a fabricar la margarina para untar a base de aceites vegetales que sale al mercado con la denominación de «Margarina Manicera».

### Década de 1970
En la década de 1970 se incorporaron los hijos de Santana: José Miguel y Roberto, quienes junto a sus socios Enrique y José Manuel Armenteros, continuaron expandiendo la empresa. A esta alianza también se unieron otros socios internacionales. Esta fue una época de diversificación donde la SID se embarcó en proyectos de molienda de maíz y fabricación de productos de limpieza.
En 1971, se firma un acuerdo de asesoría técnica y de distribución de productos de consumo masivo con la multinacional Unilever Export Limited. Este acuerdo permitió iniciar la producción de detergentes y jabones, creando así su división de higiene y cuidado personal. En 1975, se inaugura la estructura de Proteínas Nacionales, hoy Agrifeed en el sector Cristo Rey. Este mismo año en septiembre fallece en la ciudad de Santo Domingo, el fundador de la SID, Don José María Bonetti Burgos. Varios periódicos de la época comunicaron el hecho destacando sus labores sociales en miras de la educación y la cultura de la República Dominicana.

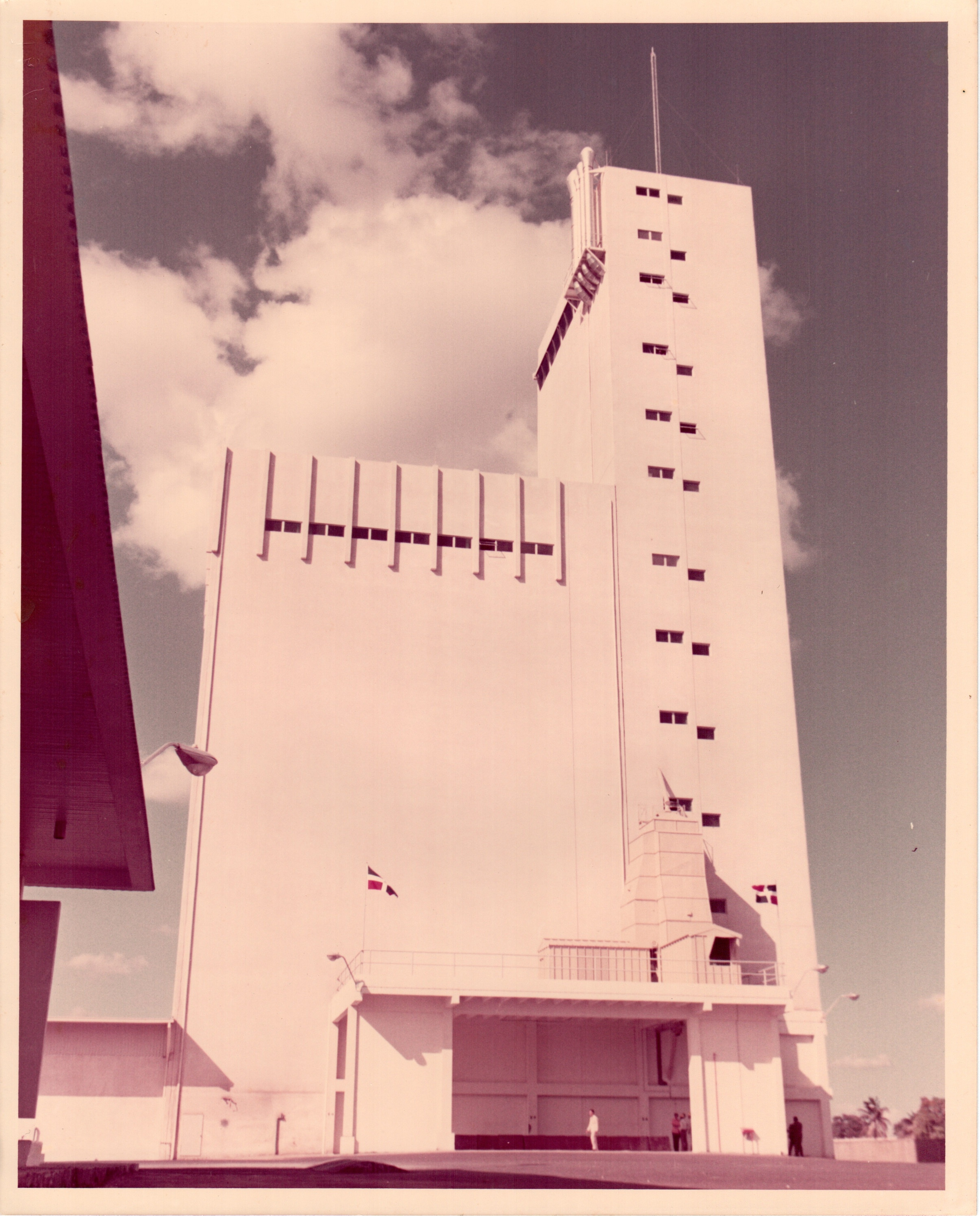
En 1975 se inaugura Proteínas Nacionales por la Sociedad Industrial Dominicana

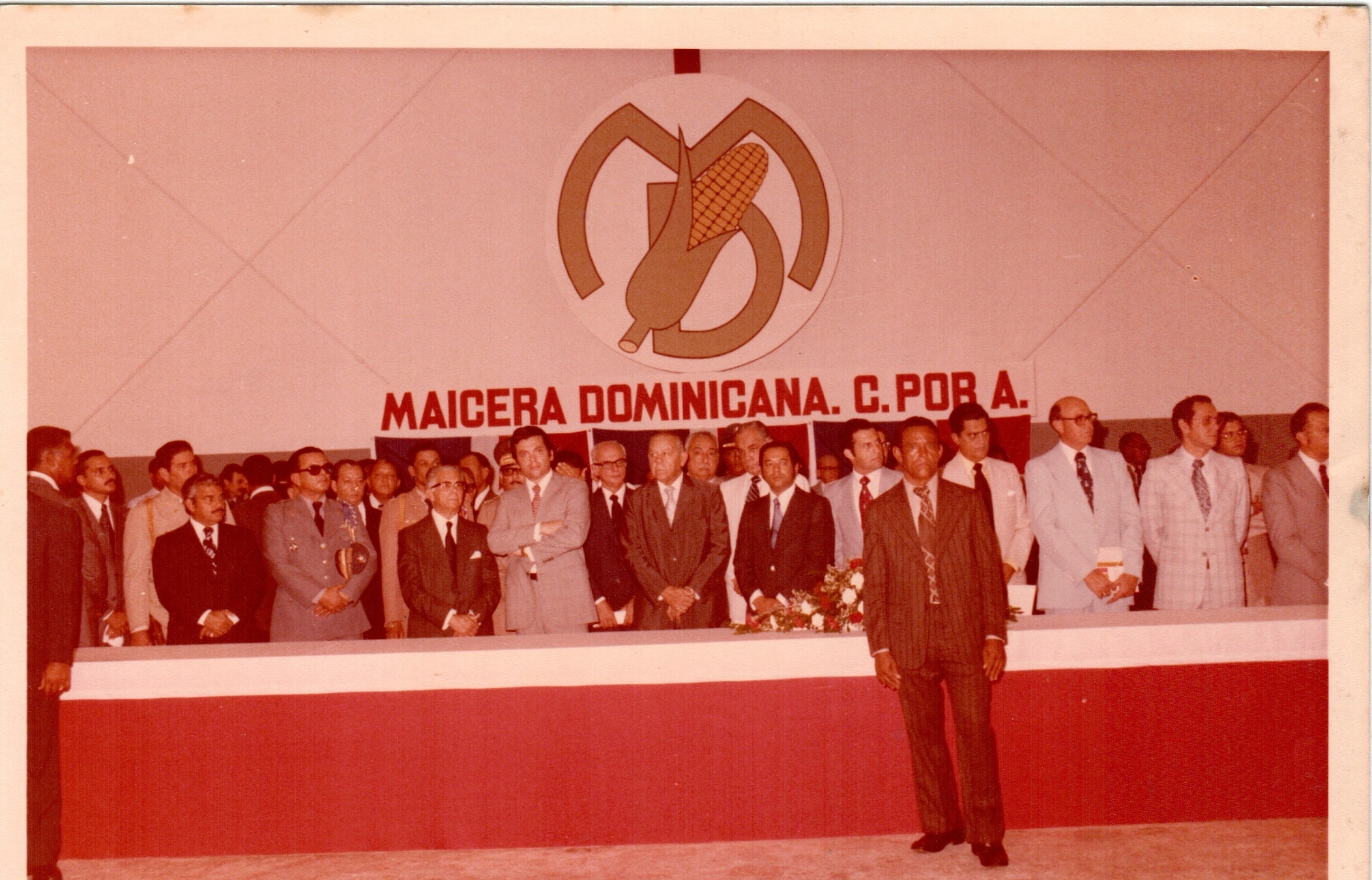
En 1977 se inaugura Maicera Dominicana, comercializa productos comestibles derivados del maíz

En 1977  se lanza la Harina de Maíz Mazorca. Además se inaugura el Play El Manicero y Maicera Dominicana C. por A., subsidiario de la Sociedad Industrial Dominicana donde estuvo presente entre los invitados el entonces Presidente de la República Dominicana, Dr. Joaquín Balaguer. Lanzan también una campaña memorable para los dominicanos para Aceite El Manicero Cardenes Publicidad TV Dominicana : Aceite El Manicero (1977) en YouTube. En 1979, la Sociedad Industrial Dominicana (SID) lanza al mercado para diversificar su variedad de productos el aceite de soya Diamante. Se construye una terminal portuaria para la logística de buques contratados por MercaSID. Además de recibir y manejar líquidos y granos, la terminal tiene capacidad de almacenamiento.

### Década de 1980

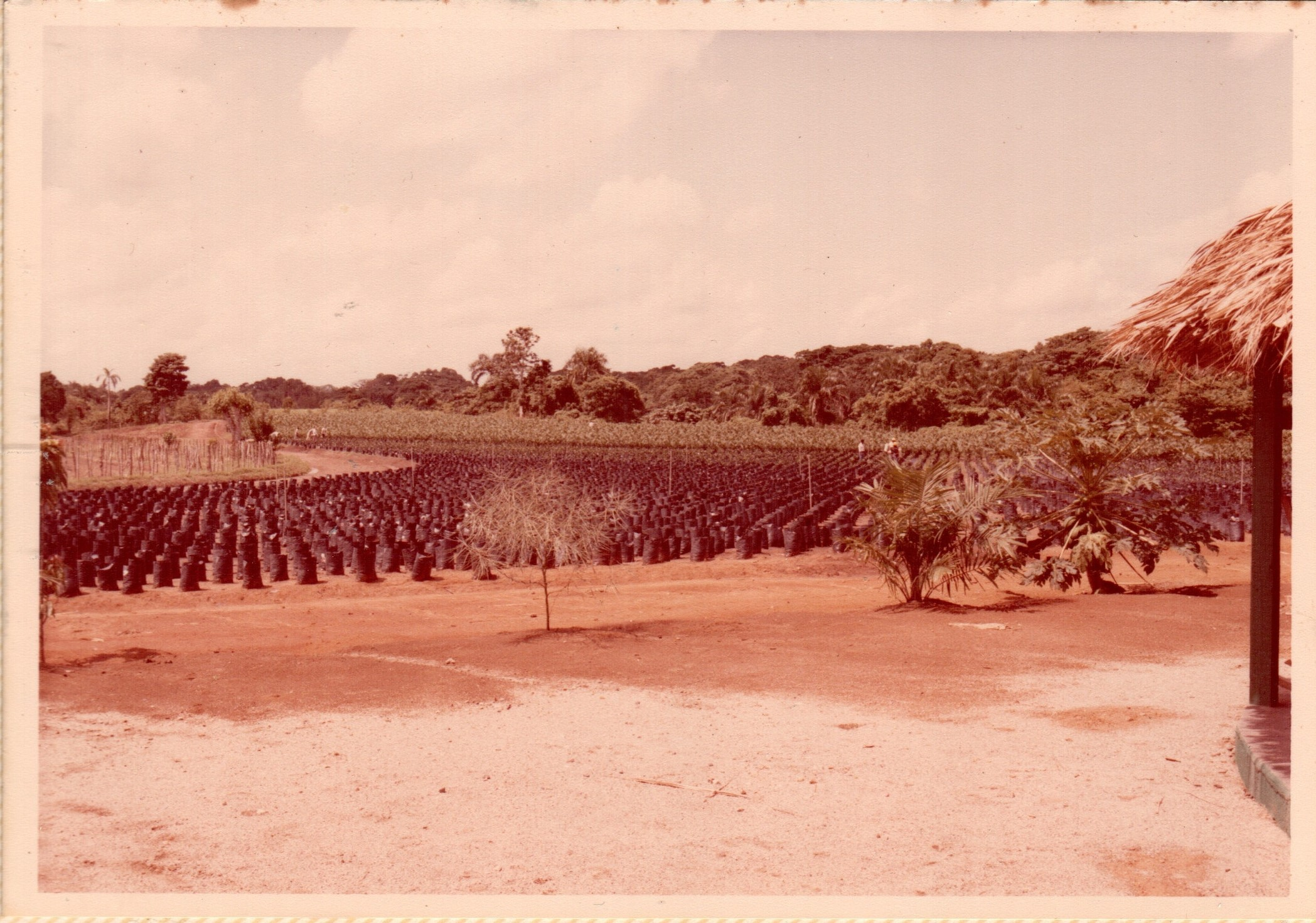
Induspalma en el 1984 en Monte Plata, República Dominicana

En la década de 1980 se inició el desarrollo de varios proyectos agroindustriales y de expansión. En febrero de 1981 se crea «Induspalma Dominicana S.A.» destinada a la producción de aceite de palma aceitera, que sería la mayor de la región del Caribe e hizo que la República Dominicana tuviera presencia en el mercado internacional de grasas vegetales. El proyecto requirió del estudio de adaptación de la palma africana a la ubicación geográfica de la isla La Española. Las plantaciones y las plantas de producción se establecieron en Bayaguana, Monte Plata y El Valle, municipios de la provincia Monte Plata. 
En 1985 la SID crean las empresas «Cítricos Tropicales» dedicada a la de producción de frutas cítricas y «Flordom» que se dedica al cultivo, comercialización y exportación de flores que se ubica en Jarabacoa y Constanza. En 1987 se firma un acuerdo de distribución con la multinacional Kellogg´s Caribbean para la comercialización de los cereales Kellogg’s en el país.

### Década de 1990, creación de MercaSID
Dentro de las obras de esta etapa están una planta de tratamiento de efluentes industriales. instalación de refinería de aceites vegetales, nuevos equipos para la producción de margarina, manteca vegetal, dentífricos, detergentes y desinfectantes, ampliación de almacenes para productos terminados y despacho, soterrado de suministro de energía, data y comunicación, reconstrucción de calles y la modernización de su sistema de informática.
En 1990 Agrocítricos inicia sus operaciones en El Valle, Hato Mayor, dedicada a la producción de naranjas valencianas con un terreno de más de 3,000 tareas de siembra. En 1991 tras una reforma arancelaria y eliminación de controles de importación importantes en la República Dominicana, las aduanas dominicanas abrieron sus puertas a productos foráneos y las empresas industriales locales se vieron retadas. La SID este año programó un plan de reestructuración industrial y comercial para abrirse a estos productos en los años venideros. También se lanza al mercado la margarina Dorina y mayonesa Manicera. «El Valor C&F de nuestras importaciones, calculadas en base a un tipo de cambio de 12.75 ascendió a RD$451,000,000.00. Este monto incluye las importaciones de aceites crudos, hojalata, sebo, soda cáustica y otras materias primas que se utilizan en la elaboración de nuestros productos: Aceites refinados, manteca vegetal, margarina, mayonesa, jabón de lavar y de tocador y detergentes. Los impuestos pagados por la Sociedad Industrial Dominicana, C. por A. como Consecuencia de esas importaciones, su industrialización y posterior venta al público, tanto a las aduanas como al impuesto sobre la renta, ascendieron a RD$141,000,000.00. [...] Hay por lo tanto parte de las labores que realiza el Estado, parte de nuestro trabajo, parte del ejercicio de nuestras vocaciones fundamentales que son las de trabajar y vivir en comunidad, siendo así parte del progreso colectivo.»

Parte del Discurso de Dr. José Miguel Bonetti Guerra, Vicepresidente Ejecutivo  de la Sociedad Industrial Dominicana, C. por A. con motivo a la celebración del 55 aniversario de la empresa el 3 de julio de 1992.

En 1994, se alían a empresas y marcas internacionales como Fígaro, Cargill, General Mills y Old de Paso. La SID asume la distribución exclusiva de las marcas de Kimberly Clark ampliando comercializando una línea completa de cuidado personal y del hogar con pañales desechables, toallas sanitarias femeninas y papel higiénico.
En 1995 Hershey’s Food Internacional y Pillsbury son introducidos en la línea de comercialización de la empresa y en 1996 se lanza al mercado la marca de harina de maíz extra gruesa "Grano de Oro". Al año siguiente lanzan al mercado dominicano las marcas Margarina Mazorca a base de maíz y enriquecido con vitaminas y el Aceite de Oliva Fígaro proveniente de España. La Sociedad Industrial Dominicana (SID) inicia, en 1998, la comercialización en Santo Domingo de los helados estadounidenses Häagen-Dazs y lanzan la línea  de harinas de maíz "Harina La Morenita". 
En 1999 nace MercaSID a partir de los socios de la Sociedad Industrial Dominicana y la empresa Mercalia que pertenecía a la  familia Vitienes. Se introduce la comercialización de productos de higiene y cuidado personal con la marca "Unilever Dominicana".

### Década de los 2000, la alianza con  Industrias Veganas CxA
En 2001 Crea sus propias plantas de producción de envases y empacados y se establece una alianza estratégica con Industrias Veganas CxA con el objetivo de producir y distribuir productos cárnicos, es esta acción surge Induveca.
En 2002 se compran la empresa Manantiales Crystal  y comercializa agua embotellada con la marca "Agua Crystal" que deja de pertenecer al grupo en 2023. Por otro lado, Induveca realiza un acuerdo para la importación y distribución de los productos de la marca española Campofrío. En 2004 nace la bebida en polvo de soja, "Nutra" que se comercializa a través de MercaSID.
En 2006 se crea la Fundación Caminantes por la Vida y se organiza el evento de “Caminantes por la Vida” con el objetivo de  promover la detección temprana del cáncer. 
Induveca expande su línea de productos adquiriendo la distribución nacional del yogur Yoka y MercaSID añade aceites a Mazola a su comercialización. Se adquiere la distribución exclusiva de la marca  Scott de Kimberly Clark. MercaSID inicia la distribución del agua mineral "Evian" y lanza la mayonesa "El Cocinero".
En 2007 se crea el Grupo SID y MercaSID logra la certificación de calidad ISO 9001:2000. 
En 2008 el Grupo SID, a través de Induveca, empieza a comercializaciónde Kraft Foods; y a través de MercaSID, la marca "Ajax-Clorox" al año siguiente se sumaría¡ marca "Clorox" y el Grupo SID, junto al Grupo Vicini y el Grupo Najri, adquieren la  mayoría de las acciones del equipo Escogido Baseball Club.

### Década de 2010
Para 2010, Induveca adquiere la planta, marca y distribución de Parmalat Dominicana, con sus productos Parmalat y Santal. MercaSID establece alianza con SABMiller con sus productos Miller Genuine Draft y Miller 64. Se une también a la red de distribuidores de Red Bull Dominicana. En el mismo año también se instaló la planta de envasado de cloro para la fabricación local de Clorox.
En 2011, Agua Crystal es la primera empresa en la República Dominicana certificada por la NSF International, organización dedicada a la seguridad de la salud pública y a la protección del medio ambiente. El Grupo SID se alía al Pacto Global de las Naciones Unidas. Cada año el Grupo SID presentan sus reportes de “Comunicación de Progreso”. Asimismo se conforma SID Franquicias, nueva división de negocios que agrupa las franquicias internacionales que tenía en ese momento el Grupo SID como Häagen Dazs, Chili's y Pizza Hut con un total de 25 tiendas en franquicias en la República Dominicana. En 2012, la alianza entre el Grupo SID y Coastal, en sociedad con la empresa DIPSA, suplidor de combustibles derivados del petróleo, entre otros. Con esta alianza nacen las estaciones de combustible Next la cual dejó  de pertenecer al grupo en marzo de 2024. En 2013 el Grupo SID, a través de MercaSID, adquiere la distribución de General Mills con sus marcas: Nature Valley, Buggles y Chex Mix.
En 2015  se nombra a Ligia Bonetti Du-Breil como Presidenta Ejecutiva de las empresas de Grupo SID. En el mismo año, se crea la Vicepresidencia de Negocios Internacionales y Exportación. 
MercaSID se convierte en el comercializador exclusivo de "Diageo" en la República Dominicana y se adquiere la planta de detergentes para la producción de las marcas "Thunder" y "Cielo Azul" y se lanzan la marca "Frescochito". Induveca lanza el néctar de naranja "Maroteo". las empresas del Grupo SID se certifican como Operador Económico Autorizado (OEA).
En 2016 se compra  la marca "Avena Americana" y la planta de "quesos Naturelle". En el mismo año,  a través de MercaSID se inicia la distribución de Henkel y lanzan al mercado "IceBreaker2. En 2017, a través de MercaSID, se adquiere la marca Hero, que comercializa compotas dulces, cereales y galletas. En Induveca empieza la distribución de los jugos Welch’s. El Grupo SID en este mismo año implementa el Programa Inclúyeme SID, el cual ofrece experiencia laboral a personas en situación de discapacidad. El Grupo SID también lanza el libro “Las Palmas de la Española” con fotografías de Eladio Fernández
En 2019 MercaSID alía con Royal Unibrew y comercializan la cerveza "Faxe", la malta "Supermalt", las sodas saborizadas "Crodo" y cerveza "Polar" Monkeys mientras que Induveca comercializa las salchichas "Frank’s" y "Viggielife". Se establece una  alianza con Fondo Agua Santo Domingo

### Década de los 2020
En 2020 el Grupo SID entra en el proceso de transformación digital. Realiza alianza estratégica con Amazon Web Services (AWS)." Junto al Ministerio de Salud de la República Dominicana, Grupo SID instala su propio Centro de Vacunación COVID-19 en el Club El Manicero, en apoyo a medidas gubernamentales de la República Dominicana. En 2021, Induveca activa la plataforma de marketing social Induveca Hace Historia en Tu Vida vía en la plataforma https://somosunafamilia.com.do/. El Grupo SID presenta el libro “Sueños y Gloria”, una recopilación de glorias dominicanas del béisbol. Aceite Crisol es seleccionada por la Revista Summa como la marca más poderosa.

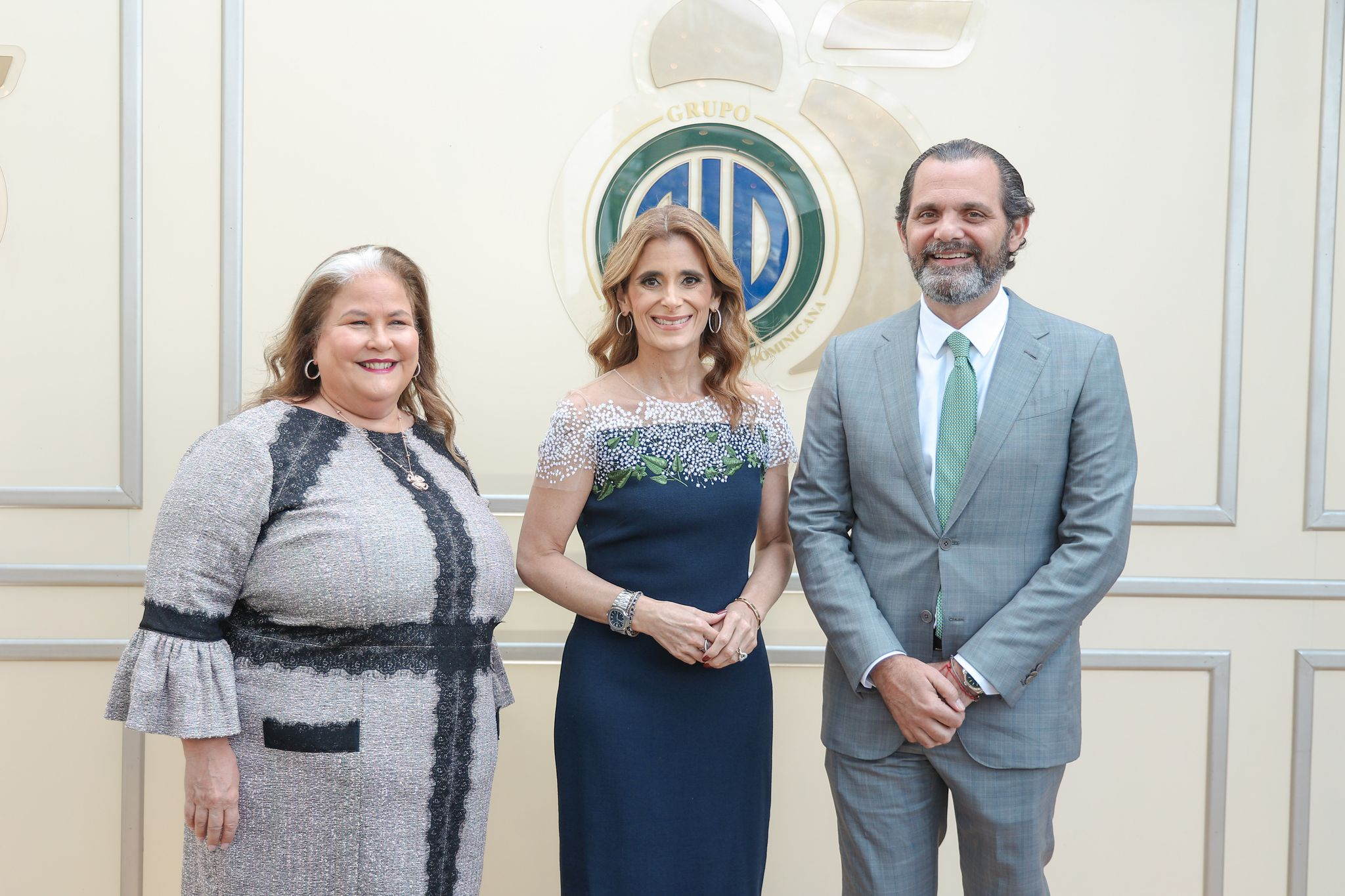
Lil Esteva, VP de Induveca, Ligia Bonetti, Presidente Ejecutiva Grupo SID, José Miguel Bonetti Du-Breil, VP de MercaSID en evento de 85 Aniversario de Grupo SID

En 2022 en ocasión de 85 años de fundación de la Sociedad Industrial Dominicana, varias actividades se realizaron como el reconocimiento a los empleados con más de 10 años de antigüedad en la empresa siendo estos un total de 1,316 colaboradores. Además se realizó un evento para los más de 5,000 colaboradores y sus familias llevándolos a asistir a funciones privadas de Disney On Ice en junio de 2022. Se otorgaron 85 becas de estudios entre colaboradores, sus hijos y distintas instituciones educativas de la República Dominicana a través de su programa EducaSID como la Universidad Católica del Cibao, Universidad UNAPEC, Instituto Politécnico de Loyola y la Universidad ISA.
El Grupo SID colaboró para el lanzamiento del libro Zumeca de la autora Lucía Amelia Cabral en la Feria Internacional del Libro de la República Dominicana, el cual ya había sido auspiciado también por este grupo empresarial en la Feria del Libro de Madrid, España en 2019. La Fundación Caminantes por la Vida de Grupo SID realiza la denominada "Ruta de Salud Huellas de Esperanza" entregando 1,400 kits de prótesis mamarias tejidas y 500 kits de mantas para niños y adultos en 13 centros de salud de la República Dominicana.
En este año el Grupo SID colaboró con la Fundación Jompéame para la reconstrucción de un hogar en la provincia Monseñor Nouel en agosto y 4 casas en la provincia de Samaná debido a las devastaciones del Huracán Fiona en septiembre entregando estos hogares en diciembre. Además de la construcción de otras 7 casas haciendo un total de 11 casas, donaciones de materiales de construcción y cajas de raciones alimentarias luego de un anuncio de RD$25,000 millones.

## Empresas
El Grupo SID está actualmente conformado por 4 empresas: MercaSID, Induveca, Induspalma y Leones del Escogido. 13 Emisoras Grupo Radio Medrano 

### MercaSID

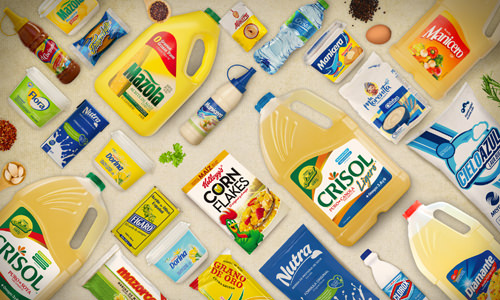
Productos MercaSID en el año 2017

Empresa dominicana que fabrica, importa y comercializa productos comestibles, productos de cuidado personal y de limpieza. MercaSID tenía al 2022 2,000 empleados además de distribuir 60 marcas y 1,300 productos. Sus marcas principales de producción nacional son la sémola de maíz y:
- Aceites comestibles: Crisol, Diamante, Deleite, Mazola y Fígaro
- Margarinas: Manicera, Flora, Dorina
- Harinas de Maíz: Mazorca, extrafina Maicera
- Avena: Avena América
- Bebidas en polvo de soya: Nutra
- Mayonesa: Manicera
- Sazón de cocina: El Cocinero
- Productos de limpieza: Cielo Azul, Clorox, Rayito, Jabón de cuaba Lavador, Fab.

MercaSID también cuenta con la distribución y comercialización de marcas extranjeras como:
- Huggies
- Hershey's
- Kellog's
- Kleenex
- Kotex
- Scott
- Kimberly-Klark
- Evian
- Betty Crocker
- Nature Valley
- Old El Paso.
- Jabón DK12

También cuenta con una alianza comercial con Diageo en la República Dominicana para la distribución de bebidas como:
- Johnnie Walker
- Baileys
- Buchanan's
- Smirnoff
- Tequila Don Julio[34]

### Induveca

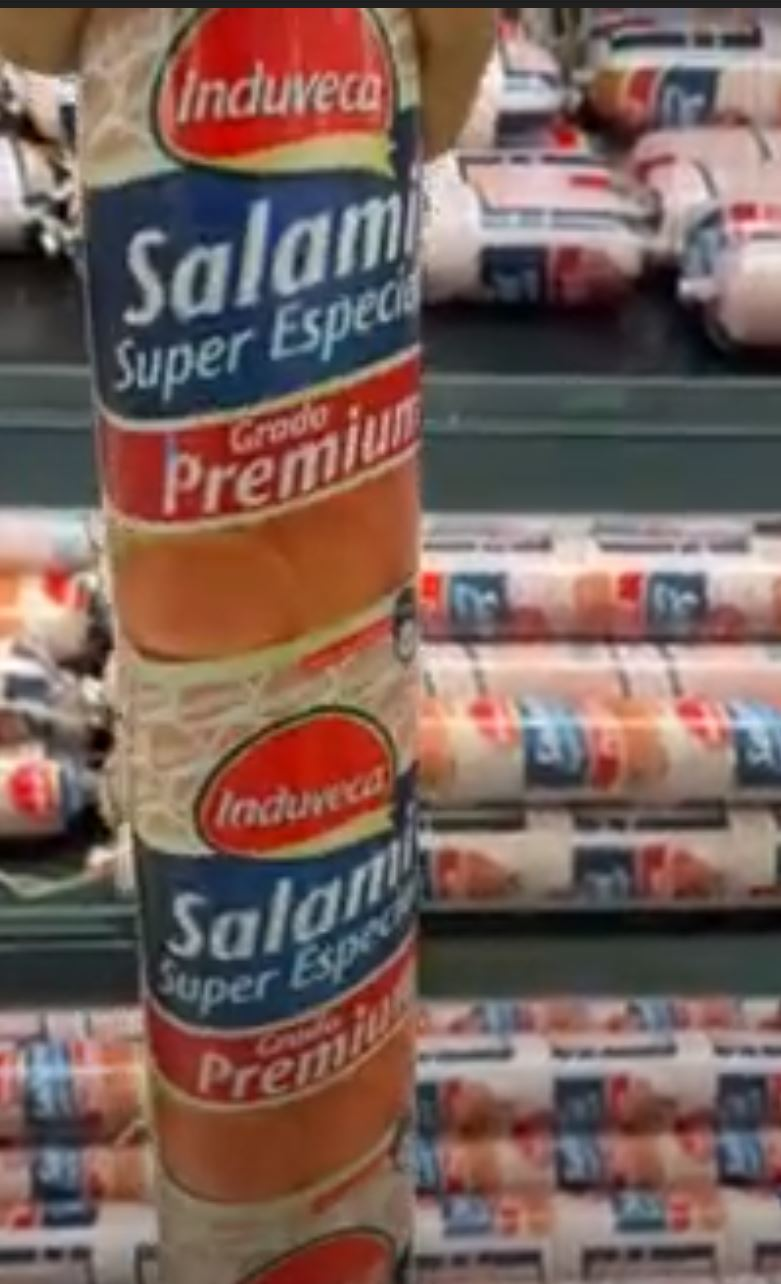
Salami Induveca en supermercado dominicano

Empresa que fabrica y comercializa productos comestibles como cárnicos, lácteos y bebidas con 2,000 empleados distribuidos en distintas provincias de la República Dominicana como La Vega, Santo Domingo, Santiago, La Romana, y Azua. El producto principal de esta empresa es el Salami Induveca. También produce y distribuye productos como:
- Jamones: Caserío
- Salamis: Estelar, Criollísimo y Don Pedro
- Salchichas: Frank's, Induveca
- Productos vegetarianos: VeggieLige y Yolife.
- Marcas veganas internacionales: Beyond Meat y Naturally Brand
- Bebidas y lácteos:
  - Yogures Yoka y Yoki
  - Leches Parmalat
  - Jugos Santal.

Representan marcs extranjeras como:
- Campofrío
- Welch's
- Kraft
- Parkay
- Philadelphia
- Velveeta
- Planters.

### Induspalma
Induspalma Dominicana S.A. es un proyecto de producción de aceite vegetal a partir de la palma aceitera. Con su puesta en marcha, la República Dominicana redujo las importaciones de grasas comestibles y se colocó en el mapa de los países productores de aceites comestibles. Actualmente, las plantaciones de Induspalma cuentan con 7,000 hectáreas ubicadas en las provincias de Monte Plata y Hato Mayor. Los diferentes procesos agroindustriales de Induspalma generan más de 1,000 empleos. Comercializan la palma aceitera y sus derivados en la República Dominicana. 

### Leones del Escogido
Los Leones del Escogido son un equipo profesional de béisbol de la República Dominicana fundado en 1921 con sede en Santo Domingo. Compiten en la Liga de Béisbol Profesional de la República Dominicana, juegan sus partidos como locales en el Estadio Quisqueya Juan Marichal. 
Con la creación de la Liga Dominicana en 1955 se inicia una nueva etapa en el béisbol profesional organizado en la República Dominicana.

## Presencia en países de América y Asia
A continuación una lista de países a los que Grupo SID exporta algunos de sus productos desde la República Dominicana.
| País              | Productos exportados (Actualizada a enero del 2023) | Productos exportados años anteriores                                                      |
| ----------------- | --- | ----------------------------------------------------------------------------------------- |
| Antigua y Barbuda | Aceite Crisol, Mayonesa Manicera | Salami Induveca, Jugo Santal, Leche Parmalat.                                             |
| Aruba             | Aceite Mazola, Aceite Crisol. |                                                                                           |
| Bonaire           | Agua Crystal, Aceite Crisol, Aceite Fígaro, Sazón El Cocinero, Mayonesa Manicera. |                                                                                           |
| China             | Destilado de Soya. |                                                                                           |
| Curazao           | Agua Crystal, Aceite Crisol, Aceite Deleite Manicero, Margarina Manicera, Sazón El Cocinero, Leche Nutra, Mayonesa Manicera, Harina de Maíz Mazorca, Jugos Santal                                                                               |                                                                                           |
| Estados Unidos    | Aceite Crisol, Sazón El Cocinero, Aceite Fígaro, Harina de Maíz Mazorca, Margarina Manicera, Detergente Cielo Azul Ultra. | Margarina Crisol.                                                                         |
| Granada           | Aceite Crisol. |                                                                                           |
| Guatemala         | Sémola de Maíz - Gradoro. |                                                                                           |
| Guyana            | Aceite Crisol, Margarina Manicera, Harina de Maíz Mazorca, Sazón El Cocinero, Jugos Santal, Leche Parmalat. |                                                                                           |
| Haití             | Aceite Crisol, Aceite Mazola, Salchicha Gigante, Jamón Popular, Salami Popular, Jugos Santal, Jabón Ciel Bleu, Sazón El Cocinero, Harina de Maíz Mazorca, Leche Parmalat, Margarina Manicera, Jabón Thunder, Detergente Thunder, Sémola Maisol. | Nutra, Harina de Maíz Maisol, Sazón Ideal, Aceite Fígaro, Manteca Frytol, Pañales Kimbies |
| Honduras          | Sémola de Maíz- Gradoro. |                                                                                           |
| Jamaica           | Aceite Crisol. |                                                                                           |
| Puerto Rico       | Margarina Manicera, Aceite Crisol, Aceite de Palma | Margarina Crisol, Aceite de Oleina de Palma..                                             |
| San Martín        | Jugos Santal, Leche Parmalat, Aceite Crisol, Aceite Deleite Manicero,Margarina Manicera. | Margarina Crisol, Salami Induveca, Salami Don Pedro, Jamones Caserío.                     |
| Trinidad y Tobago | Aceite Crisol, Aceite Mazola. |                                                                                           |

## Controversias
Con relación al caso Medusa, un caso de corrupción administrativa cuyo principal imputado es Jean Alain Rodríguez, quien fue procurador general de la República Dominicana entre el 16 de agosto de 2016 al 16 de agosto de 2020, surgieron manifestaciones que implicaban al Grupo SID y a familias accionistas del mismo. En junio de 2022 la familia Bonetti Guerra, una de las principales accionistas del grupo, manifestó mediante un comunicado que ni su familia ni ninguna de las empresas que conforman el Grupo SID está relacionada con el caso de corrupción, ni están imputados en el caso.